# مملكة البوسنة
كانت مملكة البوسنة أو المملكة البوسنية مملكة جنوب سلافية في العصور الوسطى استمرت منذ عام 1377 وحتى 1463 وتطورت من بانات البوسنة (1154–1377).
على الرغم من اعتبار الملوك المجريين أن البوسنة تقع تحت سيادتهم خلال هذا الوقت، تصرف الحكام البوسنيون باستقلالية تقريبًا في إدارة الدبلوماسية، والنظام القضائي، ومنح القرى والعقارات، وصك العملات المعدنية، واستغلال الموارد الطبيعية، وعقد الاتفاقات التجارية مع البلاد الأخرى والمدن المستقلة.
حصل الملك تفرتكو الأول (حكم 1353–91) على أجزاء من صربيا الغربية وغالبية أجزاء ساحل الأدرياتيكي جنوب نهر نيريتفا. خلال الفترة الأخيرة من حكمه، أصبحت البوسنة باختصار واحدة من الدول الأقوى في شبه جزيرة البلقان. ولكن بقي تفتت الإقطاعية قويًا في البوسنة، وبعد وفاته فقدت البوسنة أهميتها. تمتع النبلاء البوسنيون بسلطة كبيرة، وعقدوا اجتماعاتهم في مكان عُرف بستاناك حيث تشاور الأعضاء بخصوص أمور مثل انتخاب الملك أو الملكة الجديدة، وحفل التتويج، والسياسة الخارجية، وبيع منطقة أو التنازل عنها، وتوقيع المعاهدات مع البلاد المجاورة، بالإضافة إلى الشؤون العسكرية.
ضمت الإمبراطورية العثمانية أجزاءًا من البوسنة الشرقية في أربعينيات وخمسينيات القرن الخامس عشر، واتجهوا لغزو الهرسك مع سقوط آخر حصن في 1481. ألقى العثمانيون القبض على ستيفن توماسيفيتش آخر ملوك البوسنة ع وقتلوه في 1463.
بلغ عدد سكان البوسنة في أقصى تقدير له بين 500,000 و 1,000,000 نسمة. سكنت الغالبية العظمى من السكان في المناطق الريفية، مع وجود بعض المراكز الحضرية الرئيسية. من بين العديد من القرى، كانت أبرزهم دوبوي ويايتسي وسريبرنيك وسربرنيتسا وتيشان وبودفيسوكي. كان استخراج المعادن، وخاصة الفضة، مصدرًا أساسيًا للدخل لملوك البوسنة.

## الخلفية
كانت بانات البوسنة دولة من العصور الوسطى تشمل، في أوجها، غالبية الأراضي التي تمثل البوسنة والهرسك حاليًا، بالإضافة إلى أجزاء من دالماسيا (في كرواتيا)، وصربيا والجبل الأسود. على الرغم من انتمائها اسميًا للأراضي الملكية التابعة لمملكة المجر، فقد كانت دولة مستقلة فعليًا. بعد حكم بان كولين، تمتع حكام البوسنة باستقلال افتراضي عن المجر، وبالرغم من تمتعهم بموقع إقطاعي غالبية هذا الوقت، فقد تمكنوا من توسعة حكمهم في صربيا وكرواتيا ودالماسيا. تواجدت بانات البوسنة حتى عام 1377، حين تطورت إلى مملكة بتتويج نفرتكو الأول بعد وفاة آخر الأباطرة الصرب من سلالة نيمانجيتش، والذي لم يكن له وريث للحكم في عام 1371.

### تتويج تفرتكو
كان لدى تفرتكو الحجة الأقوى للقب الملكي آنذاك، وحتى إن لم يكن له طريقة عملية لحكم صربيا، ولكن سمح له ذلك بترقية البوسنة إلى مملكة، إذ أن هذا الأمر سوف يدفع نحو المزيد من الاستقلال الرسمي. أعلن تفرتكو بالتالي نفسه الملك الأول للبوسنة، مدعيًا الشرعية الكاملة كما لو أن التاج الذي وصل إليه قد أُرسل من البابا هونوريوس الثالث إلى ستيفان المتوج أولًا في 1217. منح لغثيط صربي يدعى بلاغوجي، الذي وجد ملجأ في حكم تفرتكو، الحق لتفرتكو في «التاج المزدوج»: أحدهما للبوسنة والآخر للأراضي الصربية لأسلافه من سلالة نيمانجيتش. كان أيضًا ملك صربيا، وبهذه الطريقة، تحققت الأسس القانونية لتتويجه، والتي تعززت حتى بواسطة حاكمه السابق لويس الأول. صُدّق أيضًا على منصب نفرتكو كملك من خليفة لويس، وابنة عم نفرتكو، ماري، ملكة المجر. أشارت البندقية وراغوزا إلى تفرتكو كملك رسميًا، حتى أن راغوزا قد اشتكت في عام 1378 من انشغال تفرتكو بمملكته الجديدة. جاء تتويج تفرتكو ملكًا للبوسنة وصربيا في خريف عام 1377 (ربما 26 أكتوبر، في يوم عيد القديس ديمتريوس) واعتُبر حدثًا بارزًا في تاريخ البوسنة في العصور الوسطى، على الرغم من ندرة المصادر المعاصرة بخصوص التتويج. تعتبر الاتفاقية الملكية التي صدرت بخصوص بلدية راغوزا في 10 أبريل 1378 أحد المصادر الأساسية لفهم مركز بانات البوسنة خلال العصور الوسطى وتحولها إلى المملكة، بالإضافة إلى المعلومات التي تخص النشاط الاقتصادي بين البوسنة وراغوزا، والدليل على الاستقلال البوسني.

### الاعتراف الدولي
كشريك تجاري أساسي لدولة البوسنة، أشارت راغوزا إلى المملكة البوسنية كدولة منفصلة («rusag»)، على سبيل المثال في الاتفاقية الصادرة لساندالج هرانيتش في نوفمبر 1405، حيث أعلنوا أن التجار من راغوزا سيكونون بأمان داخل «دولة البوسنة المستقلة». دفعت أيضًا راغوزا للقديس ديميتريوس 2000 بيربيرا (عملة ياغوزا).اعترف لادسلاو الأول ملك نابولي بأقاليم المملكة في 26 أغسطس 1406 بطلب من تفرتكو الثاني. 

## التاريخ

### صعود تفرتكو وحكمه
وصلت صربيا إلى أوج مجدها تحت حكم تفرتكو الأول، وهو عضو في سلالة كوترومانيك، الذي وصل إلى الحكم في 1353. في عام 1372، كون تفرتكو تحالفًا مع الأمير لازار هريبيلجانوفيتش، أحد اللوردات الإقليميين في أراضي الإمبراطورية الصربية المتفسخة. في العام التالي، هاجم تفرتكو ولازار الإقليم الخاص بنيكولا التومانوفيتش، النبيل الصربي الأكثر قوة آنذاك. بعد هزيمة التومانوفيتش، قسموا أراضيه، باستثناء المناطق الساحلية في دراشيفيكا وكونافل وتريبينيي التي سيطر عليها دوراد الأول من عائلة بالشيش، لورد زيتا. حصل تفرتكو على أجزاء من زاهوملي، والروافد العليا من نهري درينا وليم.، وإقليمي نيكشيتش وجاكو. شملت أيضًا حيازة دير ميليسيفا الصربي الأرثوذكسي ذي الأهمية الكبيرة، والذي يحتوي على رفاة القديس سافا، أول مطران صربي.
في عام 1377، ضم تفرتكو المناطق الساحلية التابعة لسلالة بالشيش. في نفس العام، في 26 أكتوبر، تُوج ملكًا لـ «صربيا والبوسنة وبريمورسكو(المنطقة الساحلية) والأراضي الغربية». اقترنت سيطرته على المناطق الصربية، بما فيها دير ميليسيفا ذي الأهمية الكبيرة، بحقيقة أن جدة تفرتكو كانت عضوة في سلالة نيمانجيتش، ما أدى إلى تتويج نفسه ملكًا لصربيا، وبالتالي يؤكد مزاعمه لعرش صربيا. أصبح هذا الأمر ممكنًا بانتهاء سلالة نيمانجيتش مع وفاة يوروس في 1371. أُرسل العرش إليه بواسطة الملك المجري لويس من أنجوز. طبقًا للعديد من الأعمال الحديثة لباحثين مثل كوزكوفيتش وأنديليتش ولوفرينوفيتش وفيليبوفيتش، عُقدت المراسم في مايل بالفرب فيسوكو في الكنيسة التي بُنيت خلال حكم ستيفين الثاني كوترومانيتش، حيث دُفن أيضًا بجانب عمه سيبان الثاني. على النقيض، اعتبر بعض علماء التاريخ الأقدم، الممثَلين غالبًا في الباحثين الغربيين، أنه تُوج في دير ميليسيفا الأرثوذكسي بواسطة مطران ميليسيفا. 
بعد هزيمة ألتومانوفيتش، كان لازار اللورد الأقوى في المنطقة التابعة للإمبراطورية الصربية السابقة. أراد إعادة توحيد الدولة الصربية، ورأت الكنيسة الأرثوذكسية أنه الأنسب لخلافة سلالة نيمانجيتش. لم تدعم الكنيسة، التي كانت القوة الأكثر تماسكًا في صربيا آنذاك، طموحات تفرتكو في هذا السياق.
بحلول عام 1390، وسع تفرتكو رقعة حكمه ليشمل جزءًا من كرواتيا ودلماسيا، وأصبح لقبه «ملك صربيا والبوسنا ودلماسيا وكرواتيا والنطاق الساحلي». شمل اللقب الكامل لتفرتكو الشعوب من الرعية والتبعيات الجغرافية، متبعًا العرف البيزنطي. في أوج قوته، كان «ملك البوسنة وصربيا وكرواتيا وهوم وأوسورا وسولي ودونجي كراجي».
في الأشهر الأخيرة من حكمه، كرس تفرتكو نفسه لتقوية مركزه في دلماسيا ولخططه لانتزاع زادار، المدينة الوحيدة التي تجنبت حكمه في دلماسيا. عرض تفرتكو تحالفًا شاملًا على البندقية، ولكنه لم يناسب اهتمامات الجمهورية. في تلك الأثناء، كان تفرتكو يدعم علاقاته مع ألبيرت الثالث، دوق أستراليا. بحلول نهاية صيف 1390، كان من المتوقع عقد زواج بين الملك المترمل حديثًا وعضوة الأسرة النمساوية الحاكمة، آل هابسبورغ. ولكن المملكة المجرية بقيت محلًا لاهتمام السياسة الخارجية لتفرتكو. على الرغم من أنهما لم يعترفا ببعضهما البعض كملكين، بدأ تفرتكو والملك المجري سيغيسموند التفاوض على السلام في شهر سبتمبر. كان سيغيسموند في موقف أضعف وربما كان مستعدًا لتقديم بعض التنازلات لتفرتكو حين وصل سفراؤه إلى مجلس تفرتكو في 1391. ربما لم تكتمل المفاوضات، إذ تُوفي تفرتكو في 10 مارس.